# Terre du roi Frédéric VIII

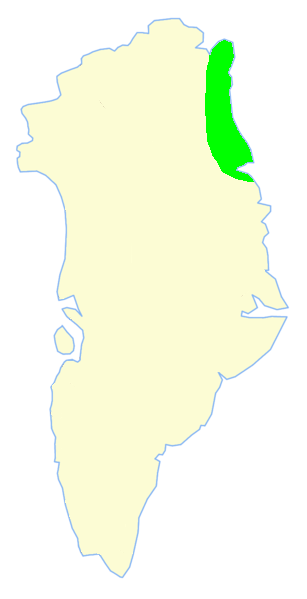
Localisation de la Terre du roi Frédéric VIII au Groenland.

La terre du roi Frédéric VIII (en danois : Kong Frederik VIII Land et en anglais : King Frederick VIII Land) est une division géographique majeure du nord-est du Groenland.